# Estació d'Hospital General
Hospital General és una estació de ferrocarril propietat de Ferrocarrils de la Generalitat de Catalunya (FGC) situada al costat de l'Hospital General de Catalunya a la població de Sant Cugat del Vallès a la comarca del Vallès Occidental. L'estació es troba a la línia Barcelona-Vallès per on circulen trens de la línia S1.
L'estació es va inaugurar el 1985 quan FGC va duplicar les vies en el tram de ferrocarril entre Sant Cugat Centre i Rubí que s'havia construït l'any 1918, per part de l'empresa Ferrocarrils de Catalunya (FCC) que estava ampliant el Tren de Sarrià cap al Vallès.
Està previst el trasllat de l'estació d'Adif de Rubí just al costat de l'estació d'Hospital General d'FGC perquè sigui possible l'intercanvi entre la línia S1 d'FGC, i la línia R8 de Rodalies de Catalunya. Actualment, les dues estacions es troben separades uns 1200 metres a peu. De moment, només es tracta d'un projecte.
Aquesta estació s'ubica dins de la tarifa plana de l'àrea metropolitana de Barcelona, qualsevol trajecte entre dos dels municipis de l'àrea metropolitana de Barcelona valida com a zona 1. L'any 2019 va registrar l'entrada de 751.338 passatgers.

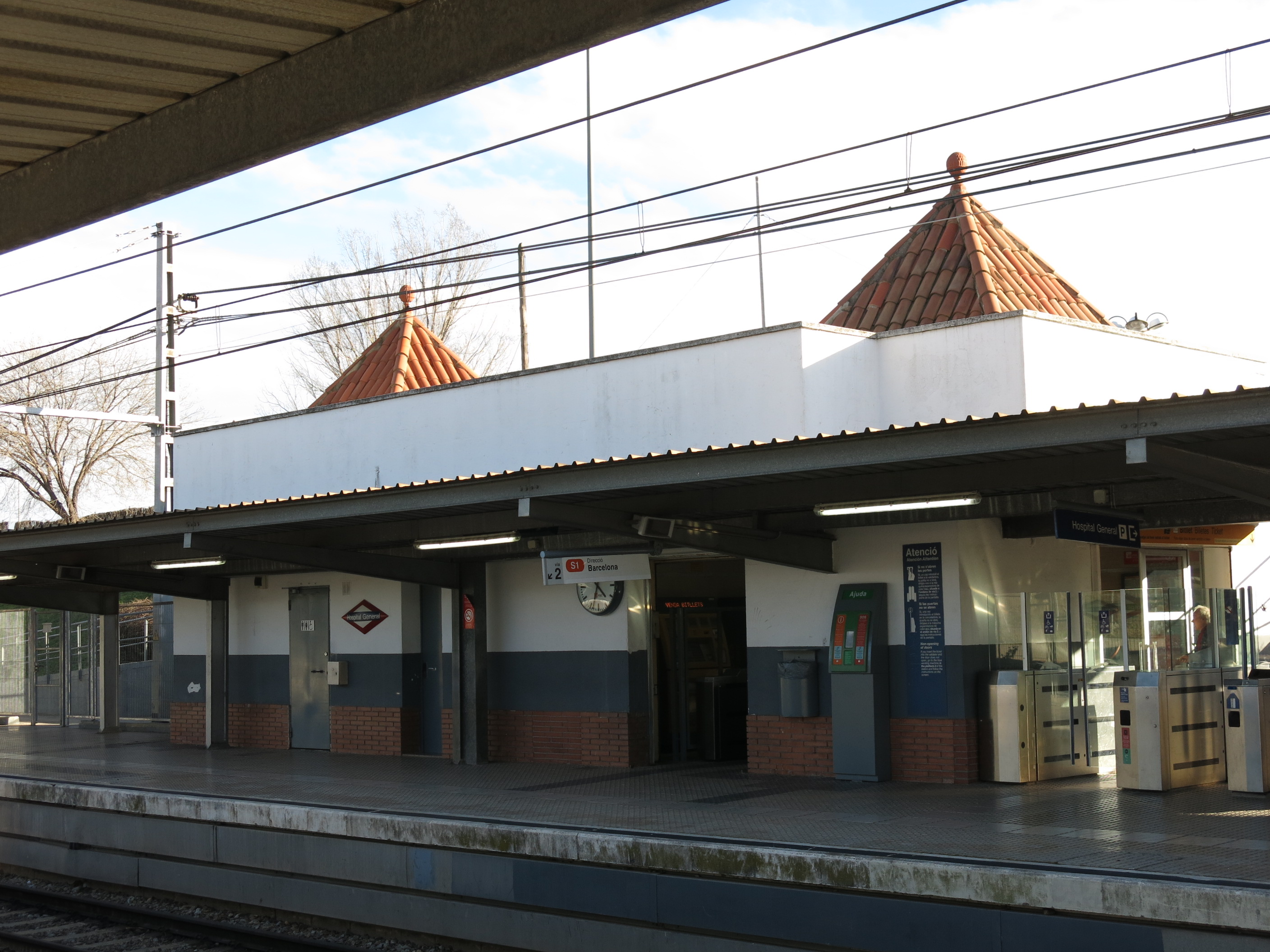
L'edifici de l'estació

## Serveis ferroviaris
| Línia Barcelona-Vallès de FGC |               |       |             |                         |
| Procedència/Destinació        | <             | Línia | >           | Procedència/Destinació  |
| Barcelona - Pl. Catalunya     | Mira-sol      |       | Rubí        | Terrassa Nacions Unides |
| Rodalia de Barcelona          |               |       |             |                         |
| Projectat                     |               |       |             |                         |
| Martorell Central             | Castellbisbal |       | Volpelleres | Granollers Centre       |